# キローガ

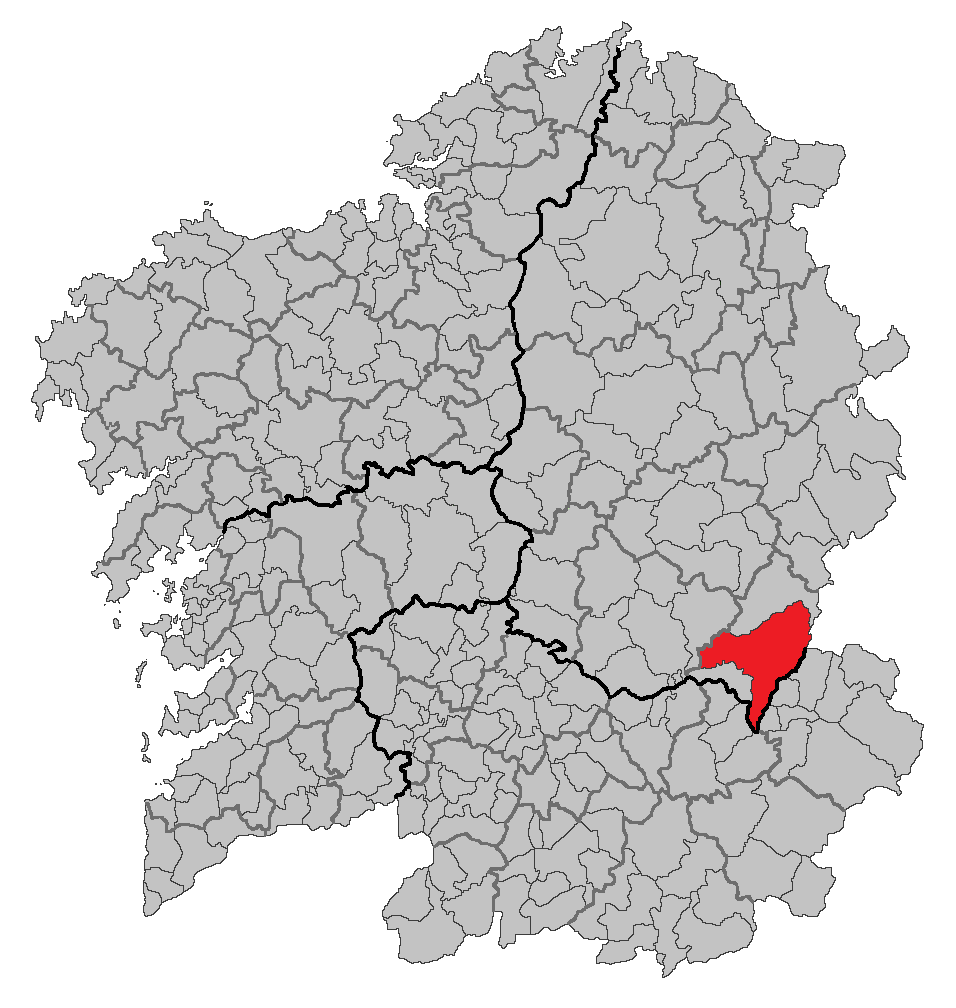

キローガ（Quiroga）は、スペイン、ガリシア州ルーゴ県南部に位置する自治体。コマルカ・デ・キローガの中心自治体で、またリベイラ・サクラ地域をも構成する。2009年の人口は自治体住民名簿によれば、3,829人。住民呼称は、quirogués/-esa。
ガリシア語話者の自治体住民に占める割合は96.94％（2001年）。

## 地理
キローガはルーゴ県南東部、シル川沿いに位置する。北はフォルゴーソ・ド・コウレルと、南はオウレンセ県と、西はリバス・デ・シルとア・ポブラ・ド・ブロジョンと、東はビラマルティン・デ・バルデオーラスとレオン県の各自治体と接する。
県都ルーゴからは84kmの距離にあり、面積は319平方kmを有する。

### 人口
| キローガの人口推移 1900－2010                           |
|                                                         |
| 出典:INE（スペイン国立統計局）1900年 - 1991年、1996年 - |

## 政治
2007年の地方選挙の結果、自治体首長はガリシア国民党（PPdeG）のフリオ・アルバレス・ヌーニェス（Julio Álvarez Núñez）、評議会議席はガリシア国民党：8、ガリシア社会党（PSdeG-PSOE）：2、ガリシア民族主義ブロック（BNG）：1となっている。

## 祭り
毎年聖週間の最週末には、DOリベイラ・サクラの原産地呼称でこの地域で生産されるワインの、ワイン・フェスティバルが行われる。この地域では、白ワイン用のゴデージョ種と赤ワイン用のメンシーア種の2種類が栽培されている。

## 教区
キローガは22の教区に分けられる。
- アウガス・メスタス（サンティアーゴ）
- ベンディジョー（サンタ・マリーア）
- ベンドージョ（サンタ・バイア）
- ブステーロ・デ・フィステウス（サンタ・バルバラ）
- セレイシード（サンタ・マリーア）
- ア・エンシニェイラ（サンタ・イサベル）
- ア・エルミーダ（サンタ・マリーア）
- フィステウス（サン・マメーデ）
- オ・オスピタル（サン・サルバドール）
- モンテフラード（サン・ミゲル）
- ノセード（サン・ロウレンソ）
- オウテイロ（サンタ・マリーア）
- パシオス・ダ・セーラ（サン・サルバドール）
- パラダセーカ（サン・マルコス）
- キンター・デ・ロル（サンタ・マリーア）
- キローガ（サン・マルティーニョ）
- ア・セアーラ（サンタ・マリーア・マダレーナ）
- セケイロス（サンタ・マリーニャ）
- ビラヌイーデ（サント・アントーニオ）
- ビラール・デ・ロル（サン・ショセ）
- ビラルメル（サン・ロウレンソ）
- ビラステール（サンタ・マリーア）

## ギャラリー

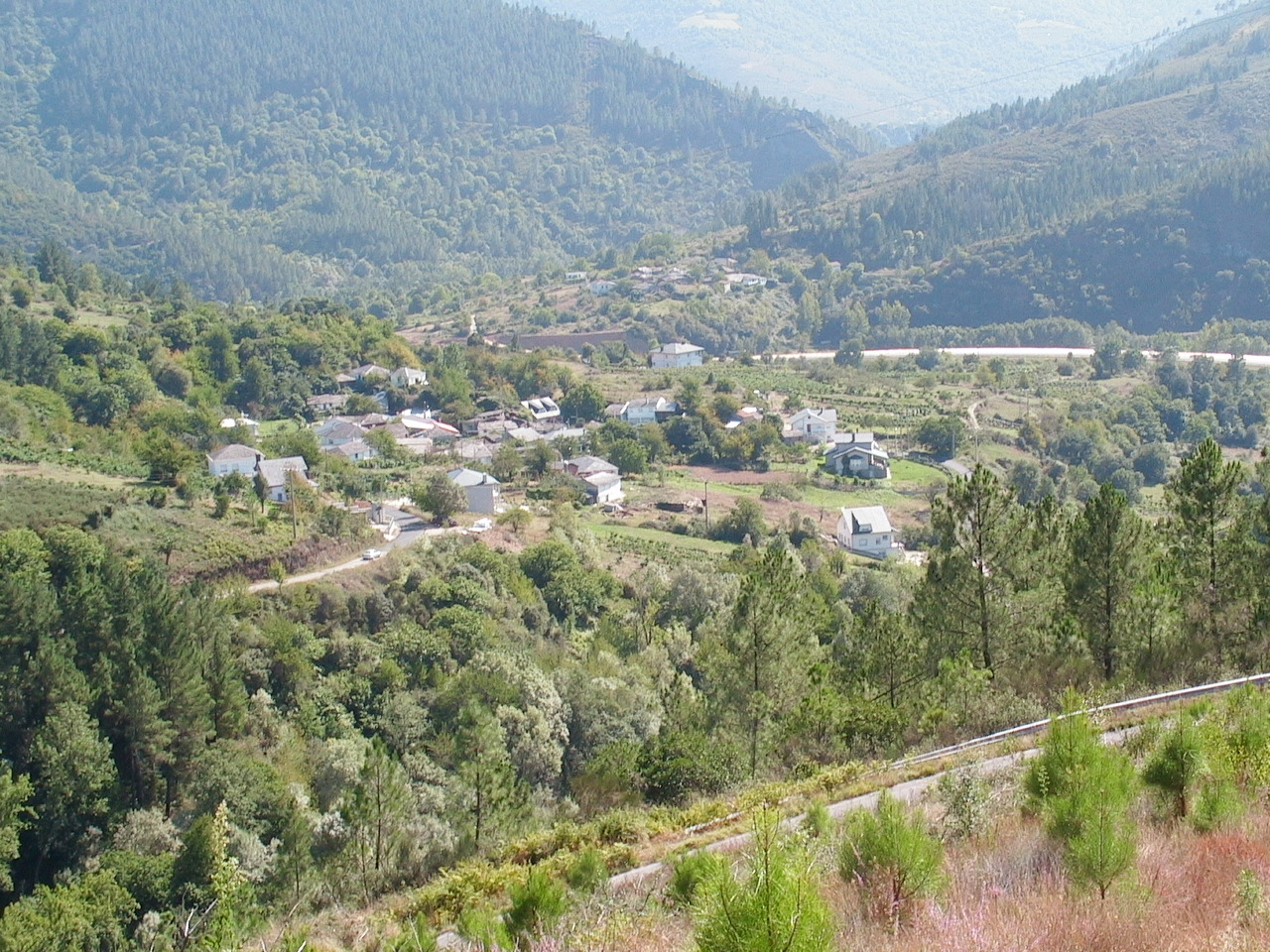
マルガリーデ・デ・ロル集落
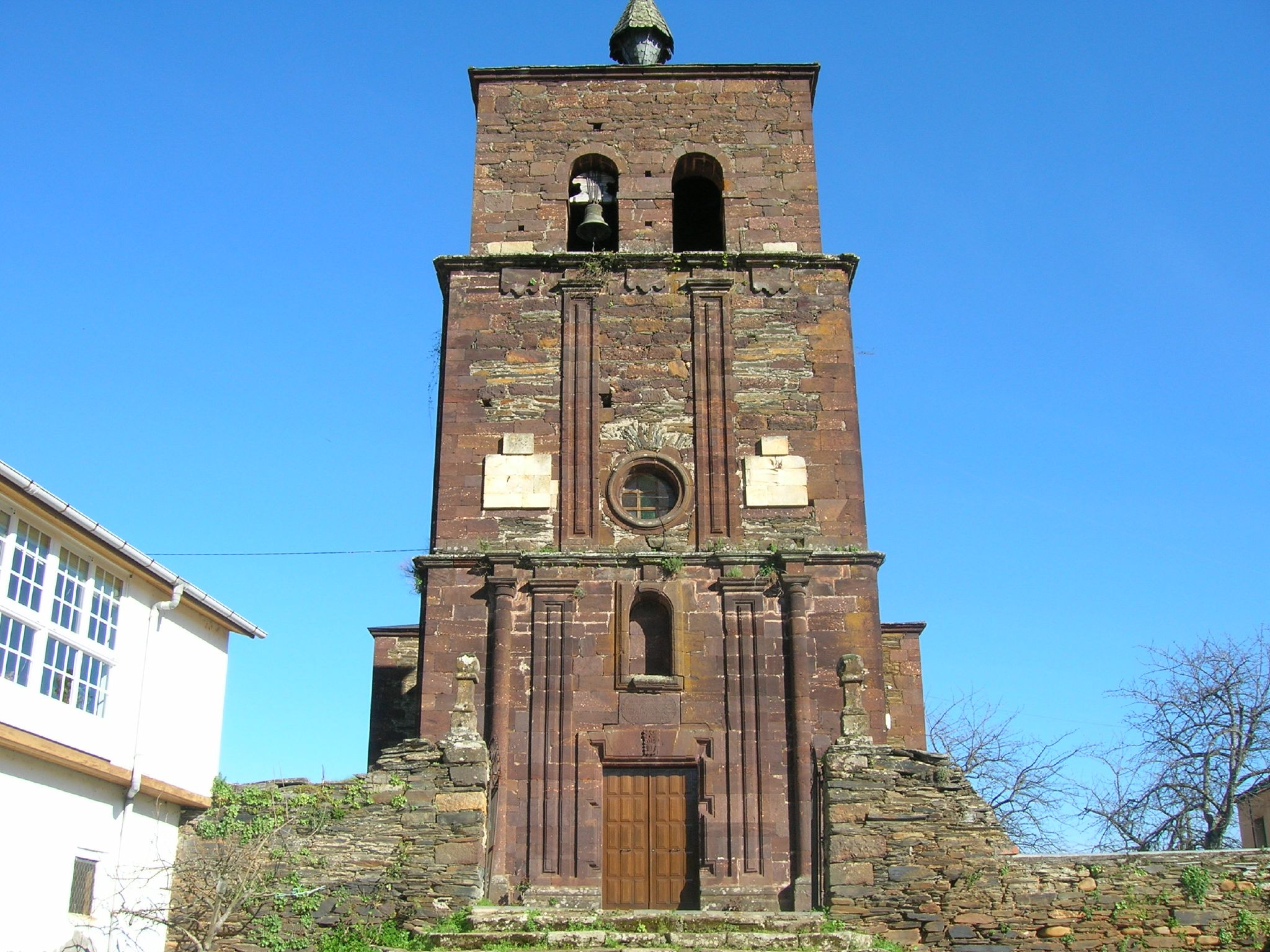
サン・ミゲル・デ・モンテフラード教会
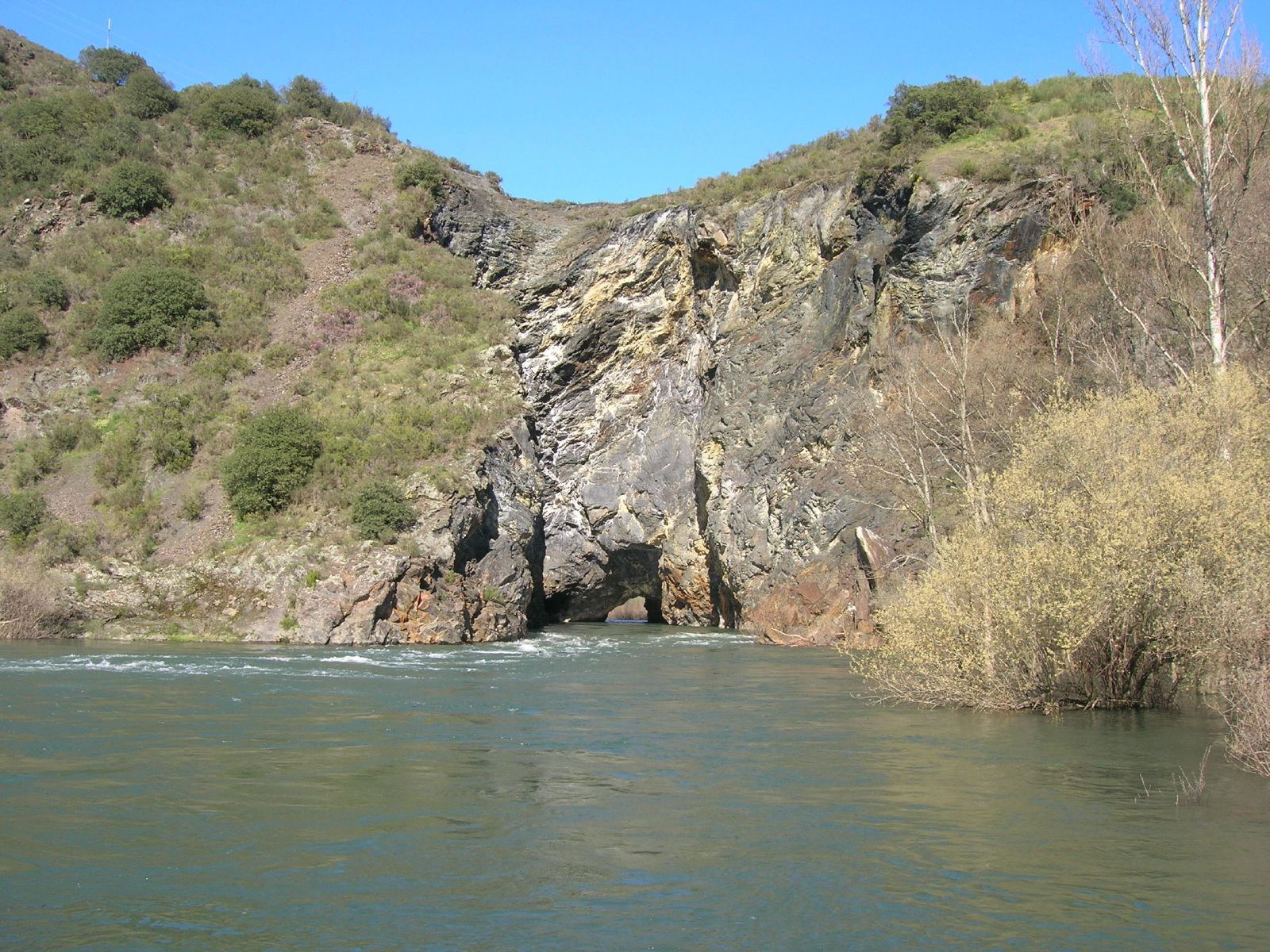